# 서대구 나들목
서대구 나들목(W.Daegu IC)은 대구광역시 서구 상리동에 설치된 중부내륙고속도로지선의 8번 교차로다. 금호 분기점 개통 당시 명칭은 옛 구마고속도로지선과 접속하는 이현 분기점이었으며,  1992년 대구 이현동으로 진출하는 이현 나들목이 신설되었다. 1995년 6월 1일 북구 서변동의 서대구 나들목을 북대구 나들목으로 명칭을 바꾸면서 이 나들목 명칭이 현재의 서대구 나들목으로 변경되었다.
근처에 서대구역이 있으며, 중부내륙고속도로지선 고가 하단에는 가르뱅이 시내버스 회차지가 있다.
북대구 나들목과 더불어 한국도로공사의 하이패스 센터가 있는 요금소로, 2018년 11월 22일에 개소했다. 현풍 방향에 서대구 하이패스 센터가 있으며, 가르뱅이 시내버스 회차지 옆길로도 진입이 가능하다.

## 연혁
- 1984년 6월 28일 : 구마고속도로 이현 분기점 ~ 금호 분기점 구간 개통과 함께 이현 분기점으로 영업 개시
- 1995년 6월 1일 : 서대구 나들목으로 명칭 변경

## 구조물 정보
- 위치: 대구광역시 서구 상리동
- 영업소(현풍방향): 대구광역시 서구 가르뱅이로 102-30 (상리동)
- 영업소(금호방향): 대구광역시 서구 상리동 246-5

## 접속하는 도로
- 대구광역시도 제11호선 (신천대로)
- 대구광역시도 제54호선 (북비산로)

## 교통량 정보
2010년 이전 자료는 본선요금소 기준 자료이며, 2010년 이후 자료는 서대구 나들목 진출입 차량 기준 자료이다.
| 요금소          | 통행량 (대/일) | 통행량 (대/일) | 통행량 (대/일) | 통행량 (대/일) | 통행량 (대/일) | 통행량 (대/일) | 통행량 (대/일) | 통행량 (대/일) | 통행량 (대/일) | 통행량 (대/일) | 각주  |
| 요금소          | 2001년         | 2002년         | 2003년         | 2004년         | 2005년         | 2006년         | 2007년         | 2008년         | 2009년         | 2010년         | 각주  |
| --------------- | -------------- | -------------- | -------------- | -------------- | -------------- | -------------- | -------------- | -------------- | -------------- | -------------- | ----- |
| 서대구 (폐쇄식) | 41,559         | 41,433         | 40,455         | 43,297         | 45,480         | 44,538         | 46,302         | 41,987         | 43,454         | 40,090         | [ 6 ] |
| 요금소          | 2011년         | 2012년         | 2013년         | 2014년         | 2015년         | 2016년         | 2017년         | 2018년         | 2019년         |                | [ 6 ] |
| 서대구 (폐쇄식) | 34,066         | 33,386         | 34,167         | 34,346         | 35,615         | 35,589         | 35,586         | 34,095         | 33,918         |                | [ 6 ] |